# 緑14号

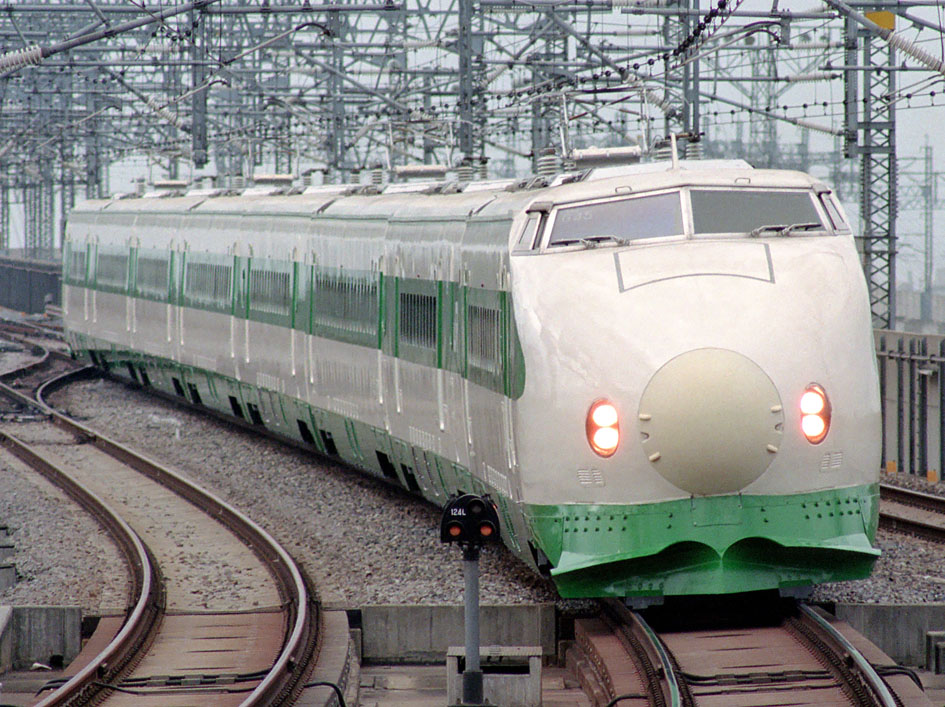
緑14号を帯色とした新幹線200系

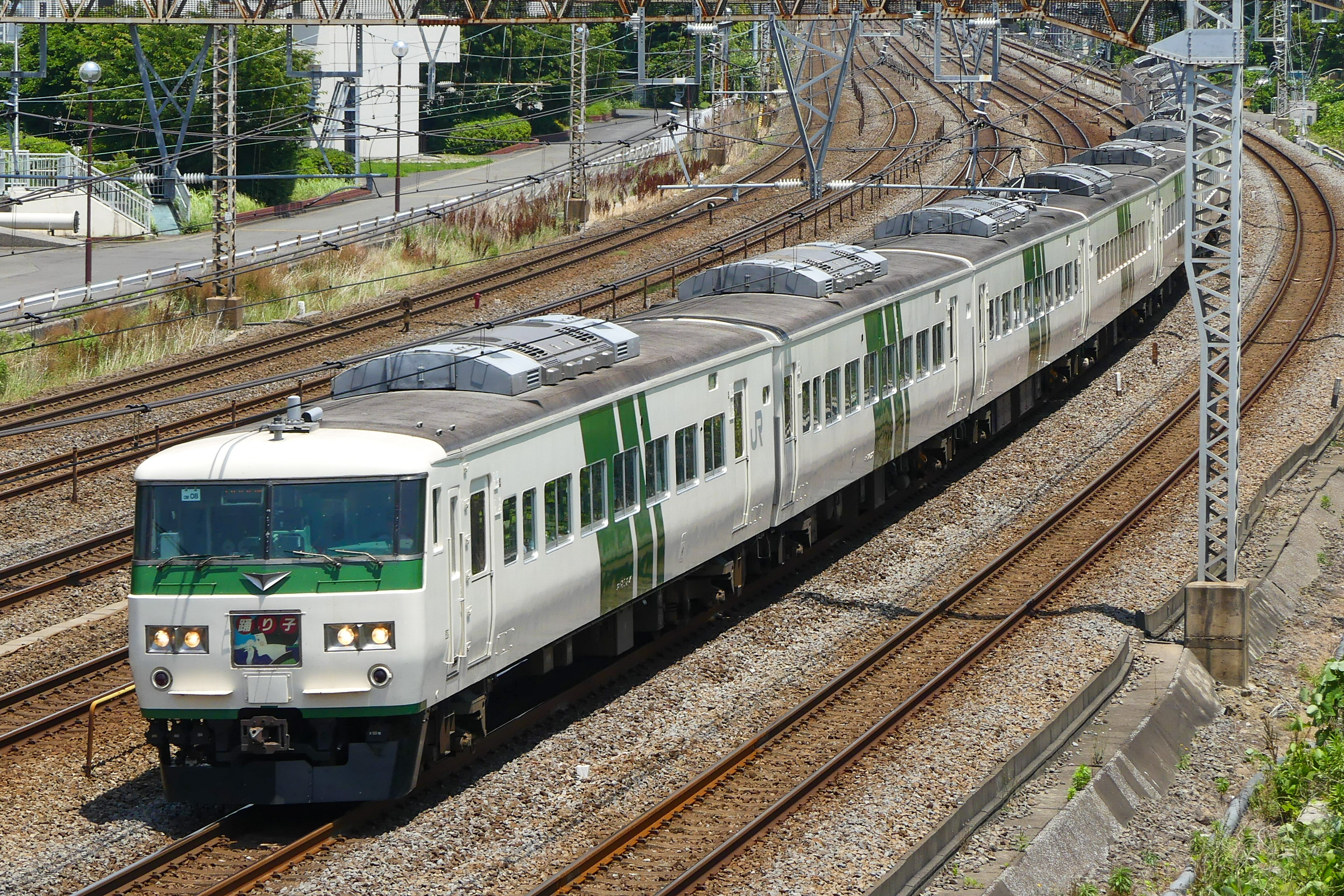
緑14号を斜めストライプに配した185系電車

緑14号（みどり14ごう）は、日本国有鉄道（国鉄）が定めた色名称の1つである。

## 概要
慣用色名称は「モスグリーン」である。マンセル値は「10GY 3.53/6.7」。緑2号よりもやや明るい緑色である。
1980年、東北・上越新幹線用に製造された200系において、窓周り及びスカートの色として採用されたのが始まりである。また、1981年に登場した185系電車の帯色としても採用されたが、0番台では斜めストライプという当時としては斬新なデザインで採用され話題となった。
その後、九州西部の近郊形電車や、東北地方の急行形電車・近郊形電車にも採用された。一貫して帯色として使用されており、地色としての採用例はない。
また、JR東日本のコーポレートカラーもこの色に近い色合いである。

## 使用車両
- 新幹線
  - 新幹線200系電車
  - 新幹線E2系電車（200系復刻塗装）
- JR東日本
  - 185系
  - 169系（長野地区座席改造車）
  - 453系・455系・457系（仙台地区運用車）
  - 417系
  - 715系
  - 717系（仙台地区運用車）
  - 107系
- JR西日本
  - 117系300番台（福知山線向け）
- JR九州
  - 713系（登場時）

## 近似色
- 緑
- 緑2号
- 緑15号